# Stef Dusseldorp
Stef Dusseldorp (ur. 27 września 1989 roku w Winterswijk) – holenderski kierowca wyścigowy.

## Kariera
Dusseldorp rozpoczął karierę w międzynarodowych wyścigach samochodowych w 2007 roku od startów w Północnoeuropejskim Pucharze Formuły Renault 2.0. Z dorobkiem 77 punktów uplasował się tam na trzynastej pozycji w klasyfikacji generalnej. W późniejszych latach Holender pojawiał się także w stawce Włoskiej Formuły Renault, Formula 2000 Light Italy Opening Series, Włoskiej Formuły Light 2000, Grand Prix Makau, Niemieckiej Formuły 3, Masters of Formula 3, Blancpain Endurance Series, FIA GT1 World Championship, City Challenge Baku GT, FIA GT Series oraz Blancpain Sprint Series.